# يوسف الأنصاري
الفريق يوسف عبد الله الأنصاري، عسكري كويتي، كان مديرًا عامًا للإدارة العامة للإطفاء ما بين عامي 2012 و2016. خلال فترة إدارتهِ رُفِعت الرتب العسكرية لرجال الإطفاء إلى رتبة فريق إطفاء.

## عنه
في 11 سبتمبر 2012، رُقي إلى رتبة لواء من قبل وزير الدولة لشؤون مجلس الوزراء الشيخ محمد عبد الله المبارك الصباح بموجب مرسوم أميري صدر بهذا الشأن من قبل أمير دولة الكويت - آنذاك - الشيخ صباح الأحمد الجابر الصباح، وعُيّن مديرًا عامًا للإدارة العامة للإطفاء، خلفًا للواء جاسم المنصوري، وفي 13 أبريل 2015، رُقي من قبل الشيخ محمد العبد الله إلى رتبة فريق، في مراسم حضرها كبار قيادات الإدارة العامة للإطفاء، وأحيل إلى التقاعد في 25 يوليو 2016.